# ایل زرزا
ایل زَرزا یکی از ایلات کرد ساکن در استان آذربایجان غربی است. مردمان ایل زرزا بیشتر ساکن در اطراف دریاچه ارومیه اشنویه و اطراف آن از جمله منطقه مرگور، زیندشت، دورود، قلعه شهاب آغا درود، سنگان (به گویش زرزایی سینگان)، نالوس، نالیوان (به گویش زرزایی نلیوان)، نرزیوه، بیژن آباد، علی‌آباد، امیرآباد، خورشت، و گرگ آباد هستند.
سالیان درازی است که این ایل همچون بسیاری از ایلات دیگر یکجانشین شده و به کارهای کشاورزی و صنعتی روی آورده‌اند. جمعیت این ایل در ایران بر اساس نوشته‌های تاریخ مردوخ بالغ بر چهارصد خانوار بوده‌است؛ ولی اکنون آمار دقیقی از جمعیت این ایل در دست نیست. از آنجایی که تمام افراد ایل دارای نام خانوادگی زرزا نمی‌باشند و نیز در چهار کشور دارای جمعیت کرد (ایران، ترکیه، عراق و سوریه) پراکنده شده‌اند، کار سرشماری آن‌ها دشوار است
مردمان ایل زرزا بیشتر ساکن در اطراف دریاچه ارومیه اشنویه و اطراف آن از جمله منطقه مرگور، زیندشت ، دورود ،قلعه شهاب آغا درود، سنگان (به گویش زرزایی سینگان)، نالوس، نالیوان (به گویش زرزایی نلیوان)، نرزیوه،بیژن و گرگ آباد هستند.
انگونه که ابن خلکان نوشته‌است آنها را زرزاری باید گفت و عماد زرزاری یکی از علمای بزرگ شافعی بود که همراه ایوبیان به مصر رفت و حاکم اسکندریه شد و از بزرگان دیگرشان امیر سالار زرزاری و دیگر امیر انوشیروان زرزاری بود که همگی از سرداران ایوبی بودند بنا به گفته ابن خلکان آنها از خاندان برامکه بوده‌اند می‌دانیم که برامکه عشایر خود را به عراق اوردند. 

## ساختار اجتماعی
ایل زرزا به دو دسته شهرنشین و ده‌نشین تقسیم می‌شود. ده نشین‌ها بیشترند و همه آن‌ها کشاورزند. شمار شهرنشین‌ها کمتر است و در اشنو زندگی می‌کنند و به چهار طبقه زیر تقسیم می‌شوند:
۱. خرده مالکان ۲. پیشه وران ۳. روحانیان ۴. برزگران

## پوشش
پوشاک مردان زرزا
پوشاک مردان زرزا از هفت جزء تشکیل شده‌است.
1. کفش: گیوه و کلاش و یک نوع کفش مخصوص که خود زرزاها کالِ شیرازی می‌نامند.
2. شلوار: که در گویش زرزایی پانتُر گفته می‌شود.
3. کُت: به گویش زرزایی کُوا
4. پیراهن: کِراس
5. پَستَک: نوعی جلیقه بی آستین کوتاه و از جنس نمد
6. شال کمر: از جنس پارچه لطیف و گل دار به طول بیست سانتی‌متر و در زبان زرزایی پِشت پند نامیده می‌شود.

۷. عرق چین: گرداگرد عرقچین دستمالی با نام شدّا بسته می‌شود.
پوشاک زنان زرزا
1. کفش: همانند کفش کالِ شیرازی مردان زرزا
2. شلوار
3. پیراهن: کراس بلند زنانه و پرچین با آستین‌های گشاد و سنبوسه دار
4. کُت زنانه: آلخالُغ
5. شال کمر: که همانند پِشت پند مردانه است با این تفاوت که اندکی شل‌تر از شال مردان بسته می‌شود.

۶. کلاه: کلاه زنان زررا تاس کُلا نامیده می‌شود و گرداگرد آن دستمالی به نام هوری بسته می‌شود.